# Mirai shōnen Conan
Mirai shōnen Conan (japanska: 未来少年コナン Mirai shōnen Konan, 'Framtidspojken Conan') är en anime-serie från 1978, skapad av bland andra Hayao Miyazaki och producerad av Nippon Animation. Serien bygger på Alexander Keys roman The Incredible Tide. Det officiella engelska namnet på serien är Conan, The Boy in Future medan en spridd inofficiell översättning lyder Future Boy Conan.

## Historiens bakgrund
Ett krigsutbrott år 2008 med så kallade "supermagnetvapen" ödelägger hela världen, som läggs under vatten. Endast ett fåtal överlevare lyckas överleva på några kvarblivna öar, på båtar eller på oljeborrplattformar. Huvudpersonen Conan, en pojke i tioårsåldern, bor på en liten ö med sin morfar, sedan de kraschat med den raket som morfadern och en grupp framstående vetenskapsmän använt i ett flyktförsök undan kriget. Conan är ett naturbarn, uppvuxen helt utan kontakt med civilisationen och med sin morfar som enda mänskliga kontakt. Han är oförvägen, nästan övermänskligt stark och en god simmare.

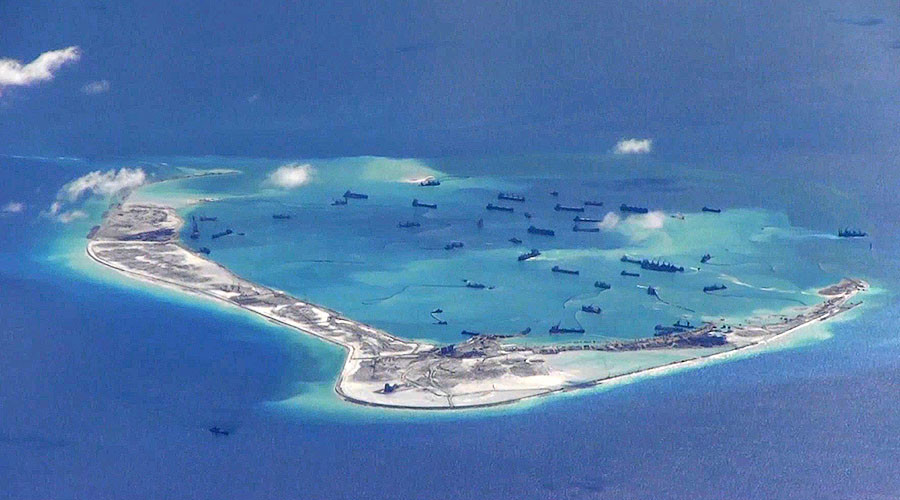
Berättelsens "maskinö" Industria kan jämföras med de ökonstruktioner som flera länder bygger på sjunkande atollöar och korallrev mitt ute i Sydkinesiska havet (här Folkrepubliken Kinas bygge på Subirevet bland Spratlyöarna).

En dag flyter en flicka i land på ön, vilket för Conan blir en första kontakt både med andra människor och med det motsatta könet. Morfadern gläder sig åt att höra att flickan Lana kommer från en ö vid namn High Harbour, där flera hundra överlevare byggt upp ett nytt samhälle. Samtidigt anländer ytterligare överlevare till Conans ö, på jakt efter Lana. Dessa människor är beväpnade och har bland annat ett fungerande sjöflygplan, och tänker ta över Lanas ö. Också denna gruppering har försökt bygga upp ett nytt samhälle, kallat Industria, som till skillnad från Lanas agrara hemö är en despotisk stat byggd på slaveri och tung industri, med en stark krigsmakt. Industria vill komma åt High Harbours jordbruksmark.
Conan lämnar ön på jakt efter människorna från Industria, som rövat bort Lana, vars morfar har nyckeln till supermagnetismens gåta.

## Skillnader mot förlagan
Alexander Keys originalberättelse var en mörk pulp-roman som genomsyrades av sin tids kommunistskräck, manifesterad i Industrias samhällsordning. Hayao Miyazaki valde att anpassa serien till barn genom att sänka Conans ålder betänkligt och införa en rad nya element i historien. Animationsstilen och även handlingen är mycket humoristisk, och den påminner på så vis om regissörens arbete i tv-serien om Lupin III. Miyazaki skulle året därpå åter komma att ta sig an denne gentlemannatjuv, i Slottet i Cagliostro.

## Betydelse
Temat om människan som ett hot mot naturen återkom senare i många av Hayao Miyazakis filmer. Figurerna Conan och Lana kan jämföras med Pazu och Shiita från Laputa – Slottet i himlen, också den med äventyrliga, ofta rent akrobatiska inslag kontrasterande mot framställningar av naturens lugn. Även annan anime har inspirerats av Miyazakis beskrivning av Conan, den unge, ofta tanklöse vildbasen med det goda hjärtat.